# بیکی پی
بیکی پی (به لاتین: Bekipay) یک منطقهٔ مسکونی در ماداگاسکار است که در بخش میتسینجو واقع شده‌است.
 بیکی پی  ۱۴٬۰۰۰ نفر جمعیت دارد و ۳۵ متر بالاتر از سطح دریا واقع شده‌است.